# Литванија на Светском првенству у атлетици на отвореном 2013.
Литванија је на Светском првенству у атлетици на отвореном 2013. одржаном у Москви од 10. до 18. августа, учествовала једанаести пут, односно учествовала је под данашњим именом на свим првенствима од 1993. до данас. Према пријави репрезентацију Литваније представљало је 14 атлетичара (3 мушкараца и 11 жена), који су се такмичили у 10 дисциплина (3 мушке и 7 женских).
На овом првенству Литванија није освојила ниједну медаљу али је остварен један лични рекорд.

## Учесници
| Мушкарци: - Мариус Жиукас — 20 км ходање - Тадас Шушкевичиус — 50 км ходање - Виргилијус Алекна — Бацање диска | Жене: - Лина Гринчикајте — 100 м - Агне Шеркшњене — 400 м - Егле Балчиунаите — 800 м - Дијана Лобачевске — Маратон - Живиле Балчунајте — Маратон - Ремалда Кергите — Маратон - Бригита Вирбалите — 20 км ходање - Кристина Салтанович — 20 км ходање - Неринга Ајдјетите — 20 км ходање - Ајрине Палшуте — Скок увис - Зинаида Сендриуте — Бацање диска |  |

## Резултати

### Мушкарци
| Атлетичар         | Дисциплина   | Лични рекорд | Квалификаије | Квалификаије | Финале               | Финале       | Детаљи |
| Атлетичар         | Дисциплина   | Лични рекорд | Резултат     | Место        | Резултат             | Место        | Детаљи |
| ----------------- | ------------ | ------------ | ------------ | ------------ | -------------------- | ------------ | ------ |
| Мариус Жиукас     | 20 км ходање | 1:22:25      |              |              | 1:25:17              | 25 / 52 (64) |        |
| Тадас Шушкевичиус | 50 км ходање | 3:52:31      | 4:01:29      | 38 / 46 (61) |                      |              |        |
| Виргилијус Алекна | Бацање диска | 73,88 НР     | 61,91        | 9. у гр. Б   | Није се квалификовао | 17 / 30      |        |

### Жене
| Атлетичарка         | Дисциплина   | Лични рекорд        | Квалификаије | Квалификаије | Полуфинале            | Полуфинале            | Финале                | Финале       | Детаљи |
| Атлетичарка         | Дисциплина   | Лични рекорд        | Резултат     | Место        | Резултат              | Место                 | Резултат              | Место        | Детаљи |
| ------------------- | ------------ | ------------------- | ------------ | ------------ | --------------------- | --------------------- | --------------------- | ------------ | ------ |
| Лина Гринчикајте    | 100 м        | 11,19 (+1.5 м/с) НР | 11,48        | 5. у гр 2    | Није се квалификовала | Није се квалификовала | Није се квалификовала | 28 / 45 (46) |        |
| Агне Шеркшњене      | 400 м        | 52,28               | 52,28 кв ЛР  | 5. у гр 1    | 52,48                 | 8. у гр 2             | Није се квалификовала | 23 / 35 (36) |        |
| Егле Балчиунаите    | 800 м        | 1:59,29             | 2:08,77      | 5. у гр 1    | Није се квалификовала | Није се квалификовала | Није се квалификовала | 30 / 32      |        |
| Дијана Лобачевске   | Маратон      | 2:29:17             |              |              |                       |                       | 2:37:48               | 12 / 46 (72) |        |
| Живиле Балчунајте   | Маратон      | 2:25:15 НР          | 2:41:09 ЛРС  | 20 / 46 (72) |                       |                       |                       |              |        |
| Ремалда Кергите     | Маратон      | 2:35:20             | 2:47:30      | 30 / 46 (72) |                       |                       |                       |              |        |
| Бригита Вирбалите   | 20 км ходање | 1:30:55             | 1:31:58      | 20 / 56 (62) |                       |                       |                       |              |        |
| Кристина Салтанович | 20 км ходање | 1:30:44             | 1:32:11 ЛРС  | 21 / 56 (62) |                       |                       |                       |              |        |
| Неринга Ајдјетите   | 20 км ходање | 1:33:05             | 1:34:32      | 40 / 56 (62) |                       |                       |                       |              |        |
| Ајрине Палшуте      | Скок увис    | 1,96 НР             | 1,92 кв      | 1. у гр Б    |                       |                       | 1,89                  | 23 / 35 (36) |        |
| Зинаида Сендриуте   | Бацање диска | 65,97               | 64,16 КВ     | 1. у гр А    | 62,54                 | 9 / 26                |                       |              |        |